# Hallescher Fußball-Club 2021-2022
Questa voce raccoglie le informazioni riguardanti l'Hallescher Fußball-Club nelle competizioni ufficiali della stagione 2021-2022.

## Stagione
Nella stagione 2021-2022 l'Hallescher, allenato da Florian Schnorrenberg e André Meyer, concluse il campionato di 3. Liga al 14º posto.

## Rosa
| N. |                     | Ruolo | Calciatore         |
| -- | ------------------- | ----- | ------------------ |
| 1  | Germania (bandiera) | P     | Sven Müller        |
| 2  | Germania (bandiera) | C     | Jan Löhmannsröben  |
| 3  | Germania (bandiera) | D     | Niklas Kastenhofer |
| 4  | Germania (bandiera) | D     | Fynn Otto          |
| 5  | Germania (bandiera) | D     | Jannes Vollert     |
| 6  | Germania (bandiera) | A     | Toni Lindenhahn    |
| 7  | Germania (bandiera) | A     | Julian Derstroff   |
| 8  | Germania (bandiera) | D     | Niklas Kreuzer     |
| 9  | Germania (bandiera) | A     | Justin Eilers      |
| 10 | Germania (bandiera) | C     | Michael Eberwein   |
| 11 | Germania (bandiera) | C     | Jan Shcherbakovski |
| 14 | Germania (bandiera) | C     | Robert Pessel      |
| 15 | Germania (bandiera) | A     | Tom Bierschenk     |
| 16 | Germania (bandiera) | D     | Lucas Halangk      |
| 17 | Germania (bandiera) | D     | Lukas Griebsch     |
| 18 | Germania (bandiera) | P     | Tim Schreiber      |
| 19 | Germania (bandiera) | C     | Elias Löder        |

| N. |                     | Ruolo | Calciatore           |
| -- | ------------------- | ----- | -------------------- |
| 20 | Gambia (bandiera)   | A     | Kebba Badjie         |
| 21 | Austria (bandiera)  | A     | Philipp Zulechner    |
| 22 | Germania (bandiera) | D     | Janek Sternberg      |
| 23 | Germania (bandiera) | C     | Aaron Herzog         |
| 24 | Germania (bandiera) | C     | Julian Guttau        |
| 25 | Germania (bandiera) | D     | Sören Reddemann      |
| 26 | Germania (bandiera) | C     | Marcel Titsch-Rivero |
| 27 | Germania (bandiera) | C     | Louis Samson         |
| 28 | Germania (bandiera) | C     | Sebastian Bösel      |
| 29 | Germania (bandiera) | A     | Elias Huth           |
| 30 | Germania (bandiera) | A     | Tom Zimmerschied     |
| 31 | Germania (bandiera) | D     | Niklas Landgraf      |
| 32 | Germania (bandiera) | P     | Luca Bendel          |
| 33 | Germania (bandiera) | A     | Jonas Nietfeld       |
| 37 | Germania (bandiera) | P     | Daniel Mesenhöler    |
| 39 | Germania (bandiera) | C     | Joscha Wosz          |

## Organigramma societario
Area tecnica
- Allenatore: André Meyer
- Allenatore in seconda: Max Bergmann
- Preparatore dei portieri: Marian Unger
- Preparatori atletici: Ken Kaiser

## Calciomercato

### Sessione estiva
| Acquisti | Acquisti         | Acquisti              | Acquisti |
| R.       | Nome             | da                    | Modalità |
| -------- | ---------------- | --------------------- | -------- |
| C        | Elias Löder      | Germania Halberstadt  |          |
| A        | Kebba Badjie     | Werder Brema          |          |
| D        | Fynn Otto        | Eintracht Francoforte |          |
| C        | Aaron Herzog     | Hansa Rostock         |          |
| C        | Louis Samson     | Erzgebirge Aue        |          |
| A        | Justin Eilers    | Verl                  |          |
| D        | Niklas Kreuzer   | Dinamo Dresda         |          |
| C        | Robert Pessel    | Hallescher U17        |          |
| A        | Tom Zimmerschied | Dornbirn              |          |

| Cessioni | Cessioni              | Cessioni             | Cessioni |
| R.       | Nome                  | a                    | Modalità |
| -------- | --------------------- | -------------------- | -------- |
| P        | Tom Müller            | Carl Zeiss Jena      |          |
| C        | Laurenz Dehl          | Union Berlino        |          |
| A        | Braydon Manu          | Darmstadt            |          |
| C        | Antonios Papadopoulos | Borussia Dortmund II |          |
| D        | Tobias Schilk         | Greuther Fürth U19   |          |
| D        | Stipe Vučur           | FCSB                 |          |

### Sessione invernale
| Acquisti | Acquisti        | Acquisti       | Acquisti |
| R.       | Nome            | da             | Modalità |
| -------- | --------------- | -------------- | -------- |
| C        | Sebastian Bösel | Saarbrücken    |          |
| A        | Elias Huth      | Kaiserslautern |          |
| C        | Joscha Wosz     | RB Lipsia      |          |

| Cessioni | Cessioni      | Cessioni       | Cessioni |
| R.       | Nome          | a              | Modalità |
| -------- | ------------- | -------------- | -------- |
| A        | Terrence Boyd | Kaiserslautern |          |
| D        | Fabian Menig  | Norimberga II  |          |

## Risultati

### 3. Liga

#### Girone di andata
| Arbitro: | Oldhafer |

|                                  |           |                     |
| Herzog 23’ Boyd 40’ Nietfeld 45’ | Marcatori | 19’ (rig.) Tankulić |

| Arbitro: | Cortus |

|                                |           |                   |
| Vrenezi 10’ Türpitz 58’ (rig.) | Marcatori | 53’, 76’ Eberwein |

| Arbitro: | Brand |

|  |           |                                |
|  | Marcatori | 43’ (rig.) Ihorst 83’ Nikolaou |

| Arbitro: | Aarnink |

|  |           |          |
|  | Marcatori | 28’ Boyd |

| Arbitro: | Koslowski |

|                  |           |  |
| Zimmerschied 19’ | Marcatori |  |

| Arbitro: | Lechner |

|                                     |           |                                                 |
| Eberwein 9’, 25’, 87’ Derstroff 75’ | Marcatori | 12’, 34’ Berlinski 20’ (rig.) Putaro 52’ Petkov |

| Arbitro: | Benen |

|                           |           |                                 |
| Schikora 18’ Lokotsch 73’ | Marcatori | 49’ Derstroff 71’ Titsch-Rivero |

| Arbitro: | Braun |

|                   |           |          |
| Löhmannsröben 13’ | Marcatori | 65’ Wein |

| Arbitro: | Waschitzki-Günther |

|                            |           |                    |
| Martinovic 15’ Boyamba 34’ | Marcatori | 22’ Shcherbakovski |

| Arbitro: | Willenborg |

|                                   |           |                       |
| Eberwein 41’ Kreuzer 62’ Boyd 74’ | Marcatori | 20’ Condé 79’ Brünker |

| Arbitro: | Ballweg |

|               |           |              |
| Sildillia 83’ | Marcatori | 14’ Eberwein |

| Arbitro: | Heft |

|                       |           |                                    |
| Eberwein 43’ Boyd 45’ | Marcatori | 25’ (rig.), 88’ Grimaldi 49’ Jacob |

| Osnabrück 22 ottobre 2021, ore 19:00 CEST 13ª giornata | Osnabrück | 0 – 0 referto | Hallescher | Stadion an der Bremer Brücke (8 914 spett.)\| Arbitro: \| Exner \| |
| Arbitro:                                               | Exner     |               |            |                                                                    |

| Arbitro: | Speckner |

|                       |           |                  |
| Eberwein 58’ Boyd 73’ | Marcatori | 83’ (rig.) Ademi |

| Arbitro: | Hussein |

|                     |           |              |
| Lakenmacher 8’, 18’ | Marcatori | 45’ Eberwein |

| Arbitro: | Müller |

|          |           |                 |
| Boyd 53’ | Marcatori | 30’, 63’ Pherai |

| Arbitro: | Hildenbrand |

|                   |           |  |
| Marseiler 2’, 21’ | Marcatori |  |

| Halle 4 dicembre 2021, ore 14:00 CET 18ª giornata | Hallescher | 0 – 0 referto | Kickers Würzburg | Leuna-Chemie-Stadion (2 992 spett.)\| Arbitro: \| Ittrich \| |
| Arbitro:                                          | Ittrich    |               |                  |                                                              |

| Arbitro: | Bokop |

|                         |           |              |
| Nilsson 58’, 64’ (rig.) | Marcatori | 52’ Eberwein |

#### Girone di ritorno
| Arbitro: | Ballweg |

|                                           |           |                 |
| Tankulić 45’, 84’ Faßbender 66’ Guder 67’ | Marcatori | 54’ (rig.) Boyd |

| Arbitro: | Hussein |

|                 |           |  |
| Huth 83’ (rig.) | Marcatori |  |

| Arbitro: | Bokop |

|            |           |  |
| Ihorst 65’ | Marcatori |  |

| Arbitro: | Fuchs |

|                                          |           |            |
| Huth 35’, 40’ Zulechner 90’ Eberwein 90’ | Marcatori | 31’ Yamada |

| Arbitro: | Koslowski |

|                |           |  |
| Wunderlich 38’ | Marcatori |  |

| Lotte 5 febbraio 2022, ore 14:00 CET 25ª giornata | Verl    | 0 – 0 referto | Hallescher | Stadion am Lotter Kreuz (424 spett.)\| Arbitro: \| Ballweg \| |
| Arbitro:                                          | Ballweg |               |            |                                                               |

| Arbitro: | Fuchs |

|                           |           |  |
| Huth 6’ Titsch-Rivero 57’ | Marcatori |  |

| Arbitro: | Alt |

|  |           |                                        |
|  | Marcatori | 53’ Shcherbakovski 62’ (rig.) Eberwein |

| Arbitro: | Haslberger |

|                    |           |                      |
| Shcherbakovski 17’ | Marcatori | 42’ Sohm 72’ Boyamba |

| Arbitro: | Bacher |

|          |           |           |
| Ceka 71’ | Marcatori | 79’ Löder |

| Arbitro: | Speckner |

|          |           |  |
| Huth 59’ | Marcatori |  |

| Arbitro: | Hanslbauer |

|                                |           |          |
| Boeder 22’ Günther-Schmidt 26’ | Marcatori | 64’ Huth |

| Arbitro: | Günsch |

|                                              |           |                                        |
| Kreuzer 59’ Zulechner 84’ Shcherbakovski 86’ | Marcatori | 31’ Klaas 36’ Higl 73’ (aut.) Landgraf |

| Arbitro: | Exner |

|                          |           |          |
| Pusch 19’ Fleckstein 59’ | Marcatori | 25’ Huth |

| Arbitro: | Glaser |

|          |           |               |
| Huth 24’ | Marcatori | 32’ Arkenberg |

| Dortmund 23 aprile 2022, ore 14:00 CEST 35ª giornata | Borussia Dortmund II | 0 – 0 referto | Hallescher | Signal Iduna Park (3 465 spett.)\| Arbitro: \| Greif \| |
| Arbitro:                                             | Greif                |               |            |                                                         |

| Arbitro: | Bacher |

|                   |           |          |
| Titsch-Rivero 33’ | Marcatori | 8’ Lorch |

| Arbitro: | Hussein |

|             |           |                      |
| Kurzweg 74’ | Marcatori | 33’ (rig.), 78’ Huth |

| Arbitro: | Schwengers |

|                  |           |              |
| Zimmerschied 11’ | Marcatori | 34’ Jacobsen |

## Statistiche

### Statistiche di squadra
| Competizione | Punti | In casa | In casa | In casa | In casa | In casa | In casa | In trasferta | In trasferta | In trasferta | In trasferta | In trasferta | In trasferta | Totale | Totale | Totale | Totale | Totale | Totale | DR |
| Competizione | Punti | G       | V       | N       | P       | Gf      | Gs      | G            | V            | N            | P            | Gf           | Gs           | G      | V      | N      | P      | Gf     | Gs     | DR |
| ------------ | ----- | ------- | ------- | ------- | ------- | ------- | ------- | ------------ | ------------ | ------------ | ------------ | ------------ | ------------ | ------ | ------ | ------ | ------ | ------ | ------ | -- |
| 3. Liga      | 43    | 18      | 7       | 7       | 4       | 31      | 25      | 18           | 3            | 6            | 9            | 15           | 23           | 36     | 10     | 13     | 13     | 46     | 48     | -2 |
| Totale       | 43    | 18      | 7       | 7       | 4       | 31      | 25      | 18           | 3            | 6            | 9            | 15           | 23           | 36     | 10     | 13     | 13     | 46     | 48     | -2 |

### Andamento in campionato
| Giornata  | 1 | 2 | 3  | 4 | 5 | 6 | 7 | 8 | 9 | 10 | 11 | 12 | 13 | 14 | 15 | 16 | 17 | 18 | 19 | 20 | 21 | 22 | 23 | 24 | 25 | 26 | 27 | 28 | 29 | 30 | 31 | 32 | 33 | 34 | 35 | 36 | 37 | 38 |
| --------- | - | - | -- | - | - | - | - | - | - | -- | -- | -- | -- | -- | -- | -- | -- | -- | -- | -- | -- | -- | -- | -- | -- | -- | -- | -- | -- | -- | -- | -- | -- | -- | -- | -- | -- | -- |
| Luogo     | C | T | C  | T | C | C | T | C | T | C  | T  | C  | T  | C  | T  | C  | T  | C  | T  | T  | C  | T  | C  | T  | T  | C  | T  | C  | T  | C  | T  | C  | T  | C  | T  | C  | T  | C  |
| Risultato | V |   | P  | V | V | N | N | N | P | V  | N  | P  | N  | V  | P  | P  | P  | N  | P  | P  |    | P  | V  | P  | N  | V  | V  | P  | N  | V  | P  | N  | P  | N  | N  | N  | V  | N  |
| Posizione | 1 | 6 | 11 | 9 | 6 | 7 | 6 | 6 | 9 | 6  | 7  | 10 | 11 | 8  | 10 | 12 | 14 | 14 | 14 | 14 | 14 | 15 | 15 | 15 | 15 | 13 | 13 | 13 | 13 | 12 | 14 | 14 | 14 | 14 | 13 | 13 | 13 | 14 |

Legenda:

Luogo: C = Casa; T = Trasferta. Risultato: V = Vittoria; N = Pareggio; P = Sconfitta.

### Statistiche dei giocatori
| K. Badjie         | 15 | 0  | 1  | 0 |
| L. Bendel         | 0  | 0  | 0  | 0 |
| T. Bierschenk     | 6  | 0  | 0  | 0 |
| T. Boyd           | 17 | 7  | 1  | 1 |
| S. Bösel          | 7  | 0  | 3  | 0 |
| J. Derstroff      | 28 | 2  | 6  | 0 |
| M. Eberwein       | 35 | 13 | 5  | 0 |
| J. Eilers         | 11 | 0  | 0  | 0 |
| L. Griebsch       | 2  | 0  | 0  | 0 |
| J. Guttau         | 32 | 0  | 3  | 0 |
| L. Halangk        | 3  | 0  | 0  | 0 |
| A. Herzog         | 9  | 1  | 1  | 0 |
| E. Huth           | 18 | 10 | 0  | 0 |
| N. Kastenhofer    | 19 | 0  | 4  | 0 |
| N. Kreuzer        | 35 | 2  | 10 | 1 |
| N. Landgraf       | 32 | 0  | 10 | 1 |
| T. Lindenhahn     | 0  | 0  | 0  | 0 |
| E. Löder          | 13 | 1  | 0  | 0 |
| J. Löhmannsröben  | 20 | 1  | 5  | 1 |
| F. Menig          | 0  | 0  | 0  | 0 |
| D. Mesenhöler     | 8  | 0  | 0  | 0 |
| S. Müller         | 7  | 0  | 0  | 0 |
| J. Nietfeld       | 32 | 1  | 5  | 0 |
| F. Otto           | 10 | 0  | 1  | 0 |
| R. Pessel         | 0  | 0  | 0  | 0 |
| S. Reddemann      | 15 | 0  | 1  | 0 |
| L. Samson         | 22 | 0  | 9  | 0 |
| T. Schreiber      | 23 | 0  | 1  | 0 |
| J. Shcherbakovski | 36 | 4  | 0  | 0 |
| J. Sternberg      | 27 | 0  | 3  | 0 |
| M. Titsch-Rivero  | 26 | 3  | 11 | 0 |
| J. Vollert        | 24 | 0  | 3  | 0 |
| J. Wosz           | 12 | 0  | 4  | 0 |
| T. Zimmerschied   | 13 | 2  | 5  | 0 |
| P. Zulechner      | 11 | 2  | 1  | 0 |